# P. V. Narasimha Rao
Pamulaparti Venkata Narasimha Rao (em telugu: పి.వి. నరసింహరావు) (Karimnagar, 28 de junho de 1921 - 23 de dezembro 2004, Nova Déli) foi um advogado, político e ativista pela liberdade indiano, além de ter ocupado o cargo de nono primeiro-ministro da Índia (1991-1996). Ele teve um governo importante, supervisionando uma grande transformação econômica e vários incidentes domésticos que afetaram a segurança nacional da Índia.
Ele é muitas vezes referido como o "pai das reformas econômicas indianas". Os primeiros-ministros indianos seguintes, Atal Bihari Vajpayee e Manmohan Singh, continuariam as políticas pioneiras de reformas econômicas do governo de Rao, que também reverteu as políticas socialistas do governo de Rajiv Gandhi. Ele empregou o Dr. Manmohan Singh como seu ministro das Finanças, para embarcar em transição econômica histórica. Com o mandato de Rao, Dr. Manmohan Singh lançou reformas que começaram a globalização da Índia e implementaram as políticas do Fundo Monetário Internacional (FMI) para resgatar a nação, quase falida, do colapso econômico. Rao também é referido como Cautília, por sua habilidade em defender uma dura legislação econômica e política no parlamento indiano no momento em que chefiou um governo de minoria.